# The Pietasters
The Pietasters est un groupe américain de ska et soul, originaire de Washington DC.

## Histoire
En 1990, Stephen Jackson et Chris Watt se rencontrent à l'institut polytechnique et université d'État de Virginie (Virginia Tech), par l'intermédiaire d'un ami commun, Tal Bayer, qui fréquentait l'université voisine de Radford, et ils forment un groupe de ska appelé les Slugs avec leur ancien camarade de classe Tom Goodin, et un camarade de classe en architecture, Ben Gauslin. Ils changent de nom pour devenir les Dancecrashers pendant quelques mois, avant de prendre le nom de Pietasters.
Le groupe nouvellement formé convainc l'agence de réservation de l'université locale de faire venir le groupe Bad Manners d'Angleterre pour se produire à l'auditorium de Virginia Tech, avec eux-mêmes en première partie. Il s'agissait de leur première prestation publique, après les concerts qu'ils avaient organisés dans le salon de la maison de location de Jackson et Watt. Les deux groupes ont par la suite effectué une tournée aux États-Unis et en Europe. Au début des années 1990, un groupe similaire de la région de Washington, les Skunks, demande aux Pietasters de jouer lors d'une soirée ska locale dans un bar de Georgetown, qui est suivie d'une série de concerts dans des dive bars de Washington, du Maryland et de Virginie. Le gérant de l'un de ces bars, Nick Nichols, se lie d'amitié avec le groupe et l'aide à enregistrer son premier disque, The Pietasters, également connu sous le nom de Piestomp. 
Alors que les Pietasters continuent de tourner, ils enregistrent Strapped Live ! entre les arrêts au Cat's Cradle à Chapel Hill, en Caroline du Nord, et au Black Cat à Washington, DC, qui sort en 1996. Pendant cette période, les Pietasters enregistrent de nouvelles chansons et des reprises, et réenregistrent des morceaux plus anciens. Le résultat est un nouvel album/compilation, Comply. Entre-temps, le groupe tourne sa première vidéo en 1996, filmée lors du Scooter Rally et de la F'n Rock Party qu'ils produisent dans une ancienne salle de spectacle soul en plein air appelée Wilmer's Alley à Brandywine, dans le Maryland. La vidéo est filmée par Burning Toast Productions et présente des scènes du festival et une performance live des Pietasters jouant leur reprise de Jimmy Holiday, The New Breed.
Lors d'une tournée avec les Mighty Mighty Bosstones, Tim Armstrong, guitariste de Rancid, et son associé, Chris Qualiana, approchent le groupe et lui demandent s'il veut bien rejoindre un nouveau label qu'ils sont en train de créer, Hellcat Records, auquel participent également les Slackers, Hepcat et Dropkick Murphys,,,. 
En novembre 2011, Asbestos Records du Connecticut et Underground Communiqué Records de Chicago lancent une collecte de fonds sur Kickstarter pour sortir Oolooloo en vinyle, parmi d'autres classiques du ska de la troisième vague de Pilfers, Edna's Goldfish et Suburban Legends. Le 20 avril 2020, le groupe annonce que l'ancien claviériste Erick Morgan décède le 18 avril d'une pneumonie. 

## Discographie

### Albums studio
- 1992 : All You Can Eat (cassette, Slug Tone)
- 1993 : The Pietasters (CD, Slug Tone)
- 1995 : Oolooloo (CD, Moon Records)
- 1996 : Strapped Live! (live, CD, Moon Records)
- 1997 : Willis  (CD, Epitaph Records)
- 1999 : Awesome Mix Tape vol. 6 (CD, Hellcat Records)
- 2002 : Turbo (CD, Fueled by Ramen)
- 2007 : All Day (CD, Indication Records)

### EP, singles et autres
- 1992 : The Ska-Rumptious (7", Slug Tone Records)
- 1992 : The Pietasters (EP, Slug Tone Records)
- 1994 : Soul Sammich (7", Slug Tone Records)
- 1998 : Out All Night (EP, Hellcat Records)
- 1996 : Ocean (7", Moon Records)
- 1996 : Strapped Live! (CD, Moon Records)
- 1996 : Comply (CD, Moon Records)
- 1997 : Out All Night (Promo, Hellcat Records)
- 1998 : Out All Night (EP, Hellcat Records)
- 1999 : Yesterday's Over (promo, Hellcat Records)
- 2003 : The Pietasters 1992-1996 (CD, VMS Records)
- 2005 : Live at the 9:30 Club (DVD, MVD)